# ARA Independencia (V-1)
Pour les autres navires du même nom, voir HMS Warrior.
Le ARA Independencia (V-1) a été le premier porte-avions de la Marine argentine. D'abord en service avec la Royal Navy en 1945, il est ensuite utilisé par la Marine royale canadienne entre 1946 et 1948. Il est à nouveau employé par la Royal Navy entre 1948 et 1958, avant d'être acquis par l'Argentine en 1959.

## Premières années
Le navire est le quatrième de la classe Colossus, une classe de huit porte-avions légers construits durant la Seconde Guerre mondiale. Le navire est complété en 1944 et entre en service en 1945 sous le nom de HMS Warrior, avant d'être rapidement transféré à la Marine Royale Canadienne conformément aux accords pris lors de la Conférence de Québec en août 1943. Le Canada n'utilise le navire que deux ans car l'absence de systèmes de chauffage à bord (le navire a été conçu pour servir dans les mers tropicales) empêche son emploi dans les eaux froides et glaciales de l'Atlantique nord. Le navire est donc muté sur la côte Pacifique à la base d'Esquimalt. Mais le besoin d'un porte-avions dans l'Atlantique force le Canada à renvoyer la navire à la Royal Navy en 1948 au profit d'un nouveau bateau plus adapté, le NCSM Magnificent.
En mars 1948 le navire est retourné à la Royal Navy et subit des modifications dans le but de tester un nouveau système d'appontage : le pont en caoutchouc. Cette technique consiste à faire atterrir l'avion sur un « lit » flexible en caoutchouc disposé sur le pont du navire. La technique est par la suite abandonnée. L'année 1950 le voit converti en navire de transport de troupes et d'avions pour la Guerre de Corée. Il subit en 1954 une légère refonte dans le but de le doter d'un pont d'envol angulaire de 5 degrés et sert la même année durant l'opération Grapple, le premier test britannique d'une bombe H, en septembre 1954, il transporte des réfugiés du Nord au Sud Vietnam lors de l'opération Passage to Freedom. Le retour de l'opération Grapple se fait par une escale en Argentine avec des démonstrations et différents tests. Par la suite, l'Argentine s’intéressera beaucoup au navire et l'achètera finalement. En 1958 il est retiré du service et mis en vente.

## Marine argentine
Après l’étude de la situation stratégique de l’Argentine par le Comando de Aviación Naval en 1942, et une fois analysés les probables théâtres d’opérations, la nécessité de posséder deux porte-avions se fait sentir. La situation économique et politique intérieure retarde cependant l’acquisition du HMS Warrior (R31) durant 13 ans jusqu’en 1958, date de la vente de divers bâtiments pour couvrir les frais. Le 30 décembre 1958, l’ARA Independencia (V-1) arrive à la base aéronavale de Puerto Belgrano et les opérations aériennes du Grupo Aéreo Embarcado (GAE) commencent le 8 juin 1959 (avant que le bâtiment ne soit officiellement mis en service) avec le décollage et l’appontage de 5 avions d’entraînement SNJ-5C Texan.
Pour l’heure, le GAE ne comprend que quelques Corsair avant son voyage aux États-Unis en avril 1962 durant lequel il réceptionne 6 Grumman S-2 Tracker ASM, 2 hélicoptères de recherche et sauvetage (SAR) Sikorsky S-55 de même que des F9F Panther et sa version à ailes en flèche F9F Cougar d’attaque. L’Independencia est mis en service le 24 mai 1962 et attaché à la base de Puerto Belgrano. Il participe à partir de cette date aux manœuvres UNITAS puis à divers exercices avec la Royal Navy, la Marina militare italienne, la Marine nationale française et l’Armada del Uruguay. Le navire effectuera des opérations de guerre frontalière avec le Chili en novembre 1965 et perdit un F4U Corsair pendant les opérations. Ses Corsair furent peu après débarqués en décembre 1965 et remplacés par des T28P Fennec destinés au close air support.

## Dernières années
Après l’arrivée du Veinticinco de Mayo (V-2) racheté aux Pays-Bas le 15 octobre 1968 et mis en service le 22 août 1969 après un changement de chaudières, l’Independencia reste en service quelques mois puis est proposé à la Marina de Guerra del Perú, qui décline l'offre et est placé en réserve en 1970. On envisage de le convertir en navire de débarquement amphibie mais il est finalement démoli en 1971.

## Galerie

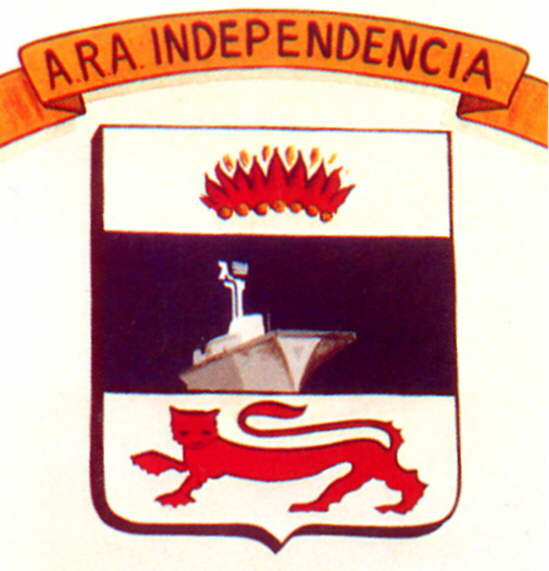
Badge du navire ARA Independencia (V-1)
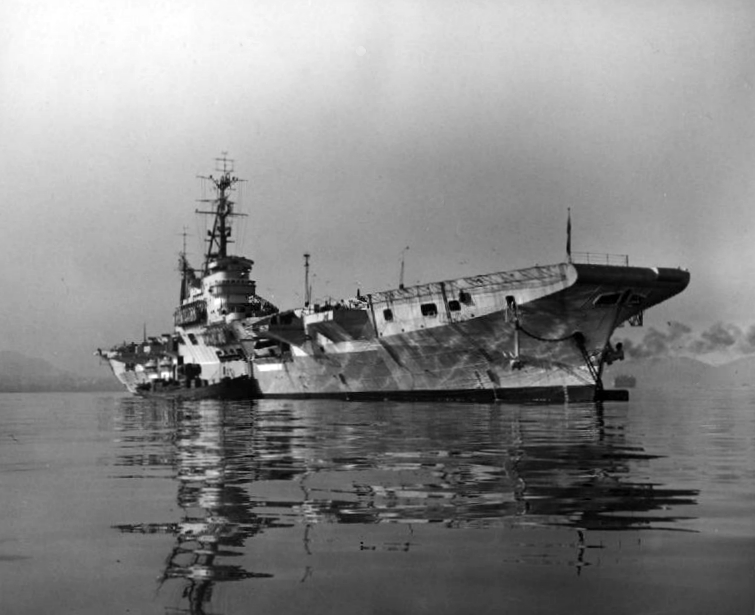
HMS Warrior en 1945 peu avant son transfert à la Marine canadienne
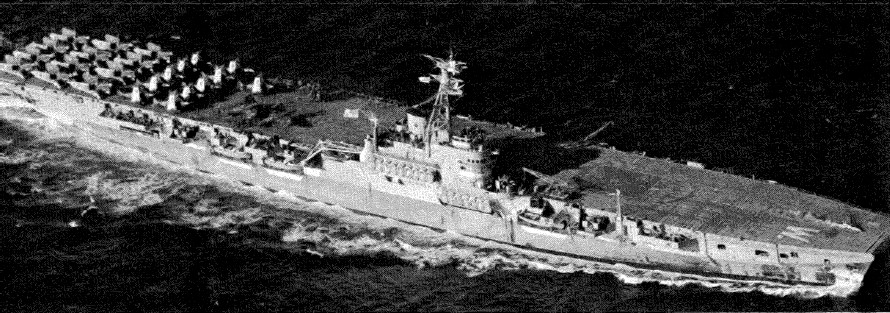
NCSM Warrior en service dans la Marine canadienne en 1947